# Меграбян, Андраник Амбарцумович
Андрани́к Амбарцумович Меграбян (арм. Անդրանիկ Համբարձումի Մեհրաբյան; 25 июня 1904, Шулаверы, Борчалинский уезд — 18 февраля 1986) — советский врач-психиатр, доктор медицинских наук, профессор, член-корреспондент АМН СССР, в период 1944—1982 годов — заведующий кафедрой психиатрии Ереванского Государственного Медицинского Института. Основные научные исследования Меграбяна были посвящены изучению синдрома деперсонализации при различных психических заболеваниях, а также проблемам общей и патологической психологии, клинике и психопатологии инфекционных психозов, наркомании, эпилепсии, травм головного мозга и других расстройств. Автор книги «Деперсонализация».

## Основные работы
- Синдром отчуждения и бред (1938).
- Деперсонализация (1961).